# Sociogeografická regionalizace (metoda)
Sociogeografická regionalizace je série výzkumů probíhající v cca 10letých intervalech (vždy po sčítání lidu) na území Česka od 60. let 20. století. V širším významu jde o přístup k vymezování funkčně pojatých regionů, který vznikl na tzv. Albertovské geografii (Geografické sekci Přírodovědecké fakulty Univerzity Karlovy). Autorem přístupu je profesor Martin Hampl, s nímž dále spolupracovaly přední osobnosti české geografie. Jde o jeden z nejvýznamnějších příkladů nomotetického a pozitivistického přístupu v geografii. Série regionalizací probíhající na českém území od 60. let 20. století je unikátním zdrojem informací o vývoji sídelního systému v Česku. Přístup ovlivnil další generace výzkumů a územních politik.

## Sociogeografický region
Sociogeografická regionalizace pojímá region pozitivistickým způsobem. Jde o objektivní jednotku geografické reality. Region tedy není ad hoc vymezován, ale metoda regionalizace vede k jeho identifikaci. Nomotetická tradice v geografii vnímá region jako obecný princip, který se opakuje napříč prostorem. Prostor je tedy beze zbytku (a bez překryvů) rozdělen do regionů, které jsou definovány jejich opakující se strukturou: jádrem a vzájemnými hranicemi. Je tedy možné vymezit, kde končí jeden region a kde začíná druhý. Polarita jádro–periferie (či středisko a zázemí) je utvářena funkčním vztahem nadřízenosti a podřízenosti. Funkční vztah je nesen konkrétními společenskými procesy, především těmi periodicky se opakujícími (např. pracovní dojížďka). Společenské procesy fungují ve vztahu k regionu jako integrující (též regionalizační či regiontvorné) či dezintegrační (iregionalizující). Dále mohou býti neutrální, tedy bez vztahu k prostorové struktuře regionu. Ze vzájemného poměru integrujících a dezintegrujících procesů plyne, že míra soudržnosti regionu se liší – některá centra si více podmaňují svůj region a jiná méně. Podle prof. Hampla je sociogeografický mikroregion jistým mikrosvětem. Sociogeografické procesy v sobě odráží i regiony fyzickogeografické. Právě komplexní pojetí regionu je typické pro Hamplovu práci, která v duchu pozitivistické tradice hledá objektivní realitu (též integrální realitu). Sociogeografický region proto hraje klíčovou roli v Hamplově teorii geografické organizace společnosti.

## Metodika
Základní jednotkou, kterou sociogeografická regionalizace vymezuje, je mikroregion definovaný jádrem (střediskovou obcí) a zázemím (nestřediskovými obcemi). Metodika se v průběhu let drobně proměňovala, ale hlavní význam byl vždy přisuzován dojížďce za prací, jakožto nejvýznamnějšímu regionalizujícímu procesu.
Data o pracovní, respektive školské, dojížďce jsou publikována statistickým úřadem na základě populačních cenzů. Klíčovou informací je vyjížďka (a její cíl) za obce. Přiřazování jednotlivých obcí ke střediskům se řídí následujícími principy:
1. převládají směr celkové vyjížďky v daném roce (tj. pracovní i školské).
2. požadavek územní celistvosti zázemí.
3. dosažení minimální (kritické) populační velikosti mikro regionu (15 000 obyvatel) a samotného zázemí (5 000 obyvatel).

Požadavek kritické velikosti vychází z empirických analýz, které ukazují nutnost minimální populační velikosti k formování funkční polarity jádro-zázemí. Z důvodu, že v realitě je systém osídlení velice složitý (například z důvodu řady historických dědictví), výše uvedené principy neumožňují zcela jednoznačné vymezení mikroregionů – například dvoujaderné regiony. Sporné situace jsou řešeny doplňkovými kritérii.
Kromě mikroregionu, který je základní jednotkou sociogeografické regionalizace, byly vymezeny další kategorie na základě měřítek. Vzhledem k proměnám metodiky se lišily i vymezované kategorie, zejména míra podrobnosti klasifikace. Obecně je ale možné rozlišit tyto úrovně regionů:
1. Makroregion – oddělené systémy dojížďky v měřítku celé Republiky (Praha, případně Brno a Ostrava). Zpravidla zahrnují více mezoregionů.
2. Mezoregion – centrum dojížďky pro mikroregionální střediska (například Zlín, Plzeň atd.). Přibližně odpovídají vymezení krajů z roku 2000, zejména pak na Moravě.
3. Mikroregion – základní jednotka sociogeografické regionalizace, funkčně uzavřený celek (např. Rokycansko).
4. Subregion – oblast vykazující polaritu jádro-zázemí, avšak nesplňující definici mikroregionu (např. Přeštice ve vlastním mikroregionu Plzně). Vymezována jen výjimečně.

Tato hierarchie popisuje působnost na různých měřítcích. Funguje-li obec jako mezoregionální centrum, funguje taktéž jako mikroregionální centrum pro vlastní mikroregion. Například Praha je makroregionálním centrem pro celou Republiku (či Český systém ve vymezení z roku 1991), mezoregionálním centrem pro mikroregiony jako Kladno, Benešov atd., stejně jako mikroregionálním centrem pro bezprostřední okolí (např. Černošice, Říčany).

## Sociogeografické regiony v Česku a Československu
Sociogeografická regionalizace byla v Česku, respektive Československu proveden v letech 1961, 1970, 1980, 1991, 2001, a 2011.
Vývoj sídelního systému Česka byl silně poznamenán totalitní vládou, zejména politikami preference okresních měst, sociální a ekonomické nivelizace meziokresního vývoje a přizpůsobování dopravy a služeb územní administrativě. Se společenskými změnami v transformačním období získává sídelní systém novou dynamiku. Pozorovatelný je zejména zánik mikroregionů (např. Mníšek pod Brdy, Jáchymov). Posilují již silná centra, především Praha s Brnem. Nejvýznamnější změnou v poslední regionalizaci byla dezintegrace konurbace v podkrušnohorských pánvích (Chomutov, Most, Teplice, Ústí nad Labem), která dlouhodobě fungovala jako mezoregion. Mikroregiony Mostu, Litvínova a Chomutova se přeřadily do mezoregionu Prahy.

## Význam a limity
Vymezení sociografických regionů je zásadním analytickým podkladem ke studiu sídelního systému. Na metodicko-teoretický přínos se odkazují i práce mladší generace sociálních geografů, a to i z jiných geografických pracovišť. Na tento přímo navazují i významně mladší metody, založené například na polohových datech z mobilních telefonů. Empirické poznatky drží dlouhodobě vysokou citovanost a jsou uplatňovány ve výzkumech řady příbuzných tematik, jako například studia periferních oblastí. Série šesti časových řezů v obdobných intervalech pak představuje extrémně významný zdrojem poznání o vývoji sídelního systému za socialismu a v transformačním období. Přes svůj dříve zcela dominantní význam v urbánní české urbánní geografii je sociogeografická regionalizace jednou z řady možných regionalizací. Novější post-strukturalistické přístupy se zaměřují například identitární podstatu regionu, kterou se sociogeografická regionalizace nezabývá. Přístupy se nicméně nevylučují, a naopak si mohou být nápomocné. Kromě významu v základním výzkumu o geografické organizaci reality má funkčně pojatá sociogeografická regionalizace praktický význam. Identifikace a prostorové vymezení funkčních vztahů v území jsou klíčové pro ad hoc vymezování administrativních regionů, jako tomu bylo při vymezování správních obvodů obcí s rozšířenou působností.
V posledních verzích regionalizace se objevil taktéž problém se vstupními daty. Snižuje se podíl podchycené dojížďky v datech z posledního Sčítání lidu domů a bytů. S postupnou flexibilizací a digitalizací společnosti taktéž klesá podíl denních dojížděk do jednoho střediska. Stejně tak postupně dochází k oddělování dojížděk za prací a za službami.

## Hodnotící charakteristiky středisek a regionů
Určení hodnotících charakteristik je prvním krokem k regionalizaci. Obecně existují charakteristiky trojího typu - 1. velikostně-významové (absolutní velikost), 2. strukturální (druhovostní, tedy skladba jednotky, její vlastnosti, typ) a 3. charakteristiky přechodného typu, tj. strukturální vyspělostní a polohové.
1. Mezi tyto charakteristiky se řadí parciální charakteristiky (počet obyvatel, počet pracovních příležitostí, velikost HDP aj.), stupeň regionální autonomie (sub-, mikro-, mezo- či makroregionální význam), regionální význam (RV – počet obyv. ve středisku + zázemí) a komplexní regionální význam (KRV, agregátní)
2. Ke strukturálním charakteristikám patří např. podíl pracujících v průmyslu, podíl domácností s automobilem aj., dále integrita zázemí (IZ=i1/d1, tedy dojíždějící ze zázemí do jádra/vyjíždějící ze zázemí pryč z regionu), integrita regionu (IR=(i1+i2)/(d1+d2), tedy obecně dojíždějící v rámci regionu/dojíždějící mimo region), relativní regionální význam (RRV = počet obyv. v zázemí/jádro). Jedním z úkolů regionalizace je maximalizace integrity.
3. Mezi charakteristiky přechodného typu patří a) strukturální významové (vyspělostní) – HDP/obyv., podíl kvartéru v ekonomice, podíl dálnic, kojenecká úmrtnost aj. b) polohové charakteristiky – polohová exponovanost. Variabilita středisek/regionů podle těchto charakteristik je vysoká a hierarchicky uspořádaná (blíží se diferenciaci velikostních charakteristik proti tendenci „obyčejných strukturálních“ charakteristik k normálnímu rozdělení)